# Волиця-Дружкопільська
Волиця-Дружкопільська — село в Україні, у Луцькому районі Волинської області. Входить до складу Горохівської міської громади. Населення становить 283 осіб.

## Географія
Село розташоване на правому березі річки Липи.

## Історія
У 1865 році село належало поміщику Загурському.
У 1906 році село Бранської волості Володимир-Волинського повіту Волинської губернії. Відстань від повітового міста 60 верст, від волості 4. Дворів 75, мешканців 582.
12 червня 2020 року, відповідно до розпорядження Кабінету Міністрів України № 708-р «Про визначення адміністративних центрів та затвердження територій територіальних громад Волинської області», село увійшло у склад Горохівської міської громади.
19 липня 2020 року, в результаті адміністративно-територіальної реформи та ліквідації Горохівського району, село увійшло до складу новоутвореного Луцького району.

## Населення
Згідно з переписом УРСР 1989 року чисельність наявного населення села становила 259 осіб, з яких 110 чоловіків та 149 жінок.
За переписом населення України 2001 року в селі мешкали 283 особи.

### Мова
Розподіл населення за рідною мовою за даними перепису 2001 року:
| Мова       | Відсоток |
| ---------- | -------- |
| українська | 99,65 %  |
| інші       | 0,35 %   |